# Brown, Boveri & Cie.

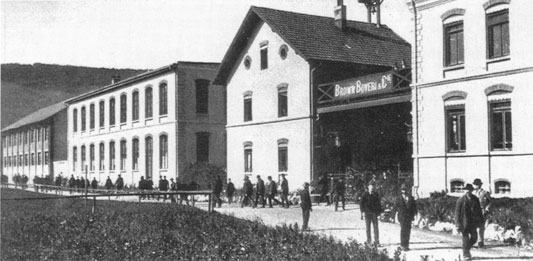
Eingang der BBC, um 1900

Die Brown, Boveri & Cie. (offizielle Abkürzung BBC) war ein Schweizer Elektrotechnikkonzern mit Sitz in Baden. Er wurde 1891 von Charles Brown und Walter Boveri gegründet und stieg um die Wende vom 19. zum 20. Jahrhundert zu einem international führenden Unternehmen auf, das auf die Herstellung von elektrischen Maschinen, Turbinen und elektrischen Ausrüstungen von Lokomotiven spezialisiert war. Am 8. Februar 1988 legte die BBC ihr Geschäft mit der schwedischen ASEA zur ABB zusammen.

## Geschichte

Weltweit erste Drehstromlokomotiven für den Vollbahnbetrieb F 2/2

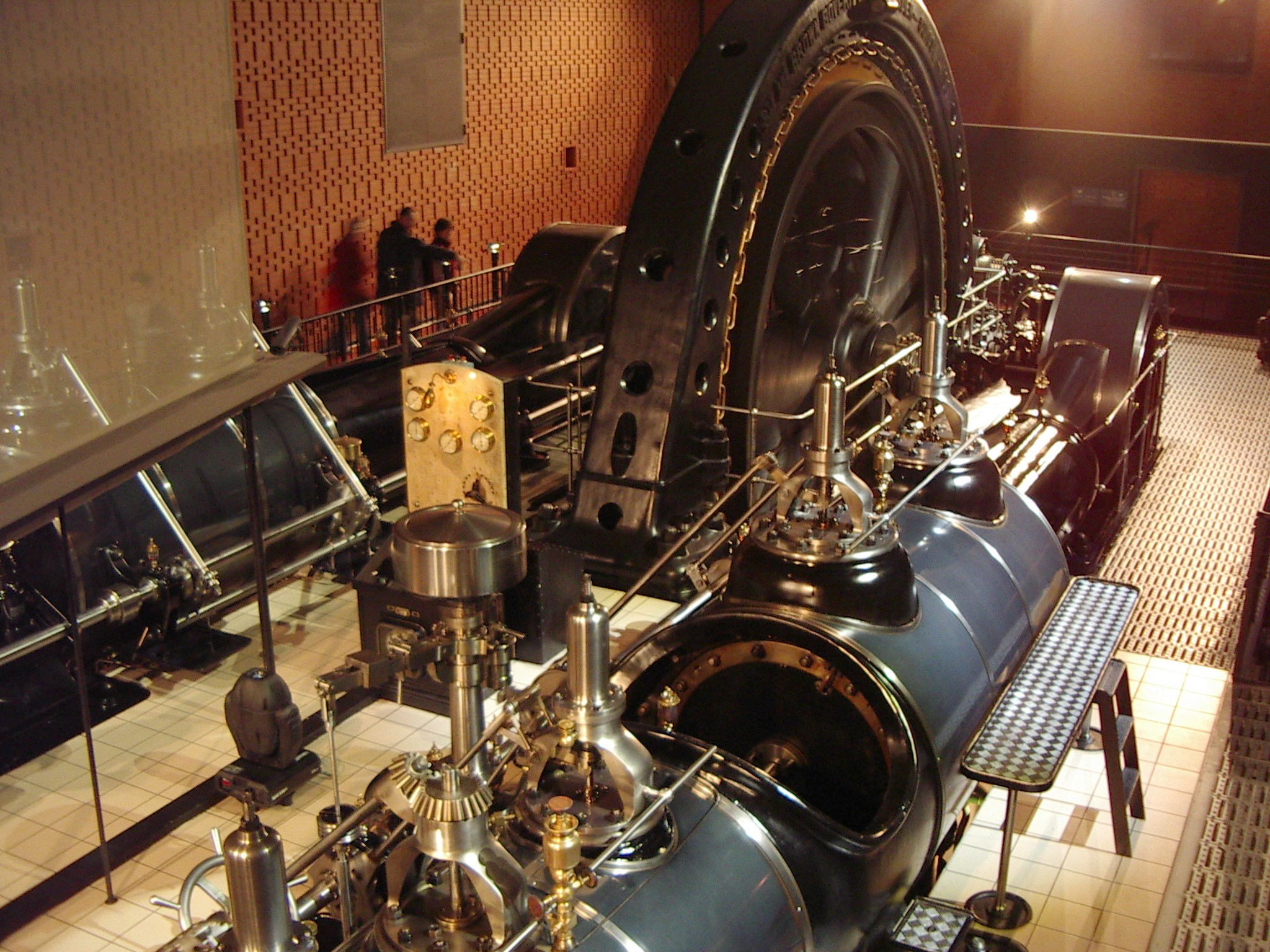
Brown, Boveri & Cie. Synchrongenerator von 1901 im Électropolis-Museum in Mülhausen, Frankreich

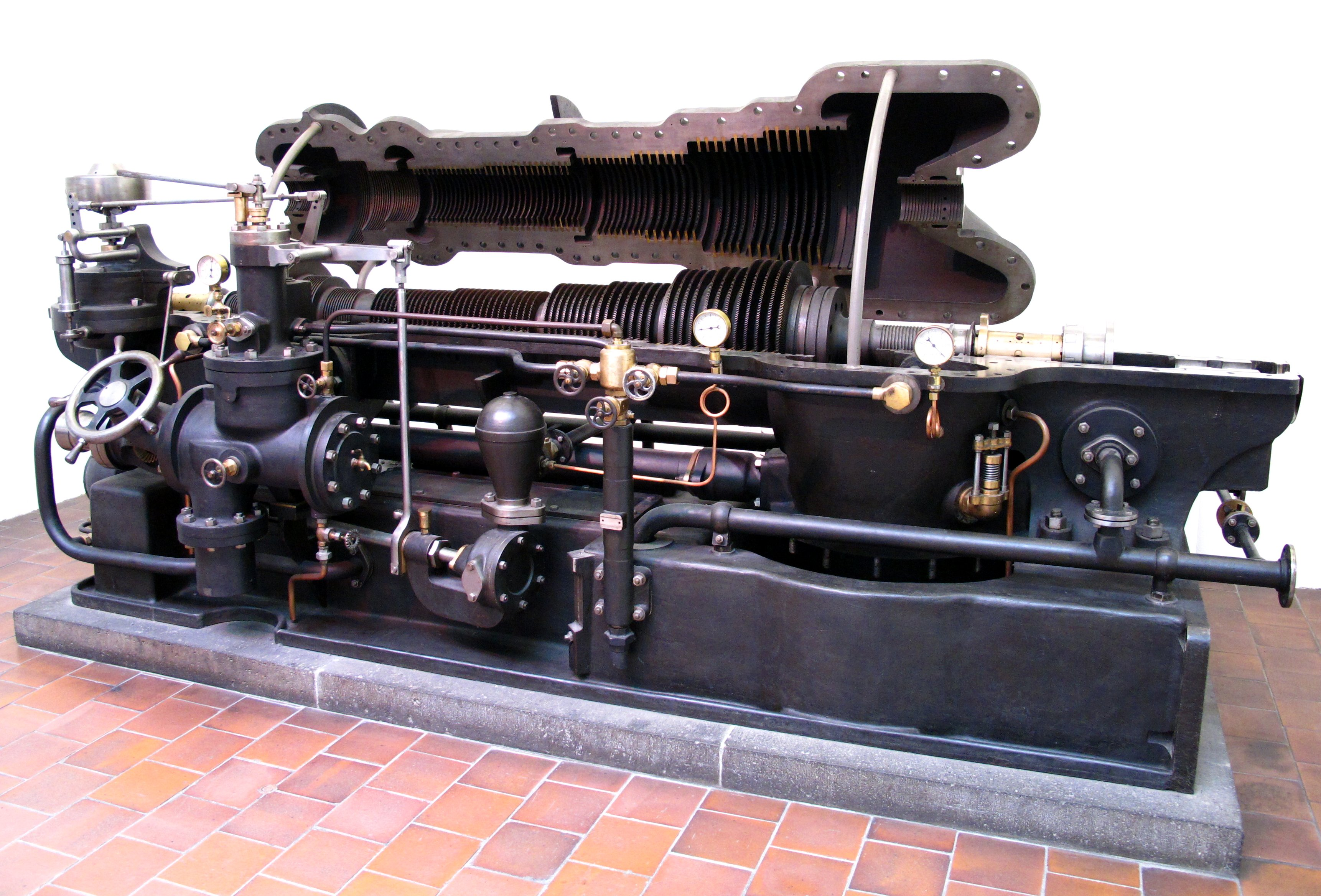
Industrie-Dampfturbine von 1902 im Deutschen Museum, München

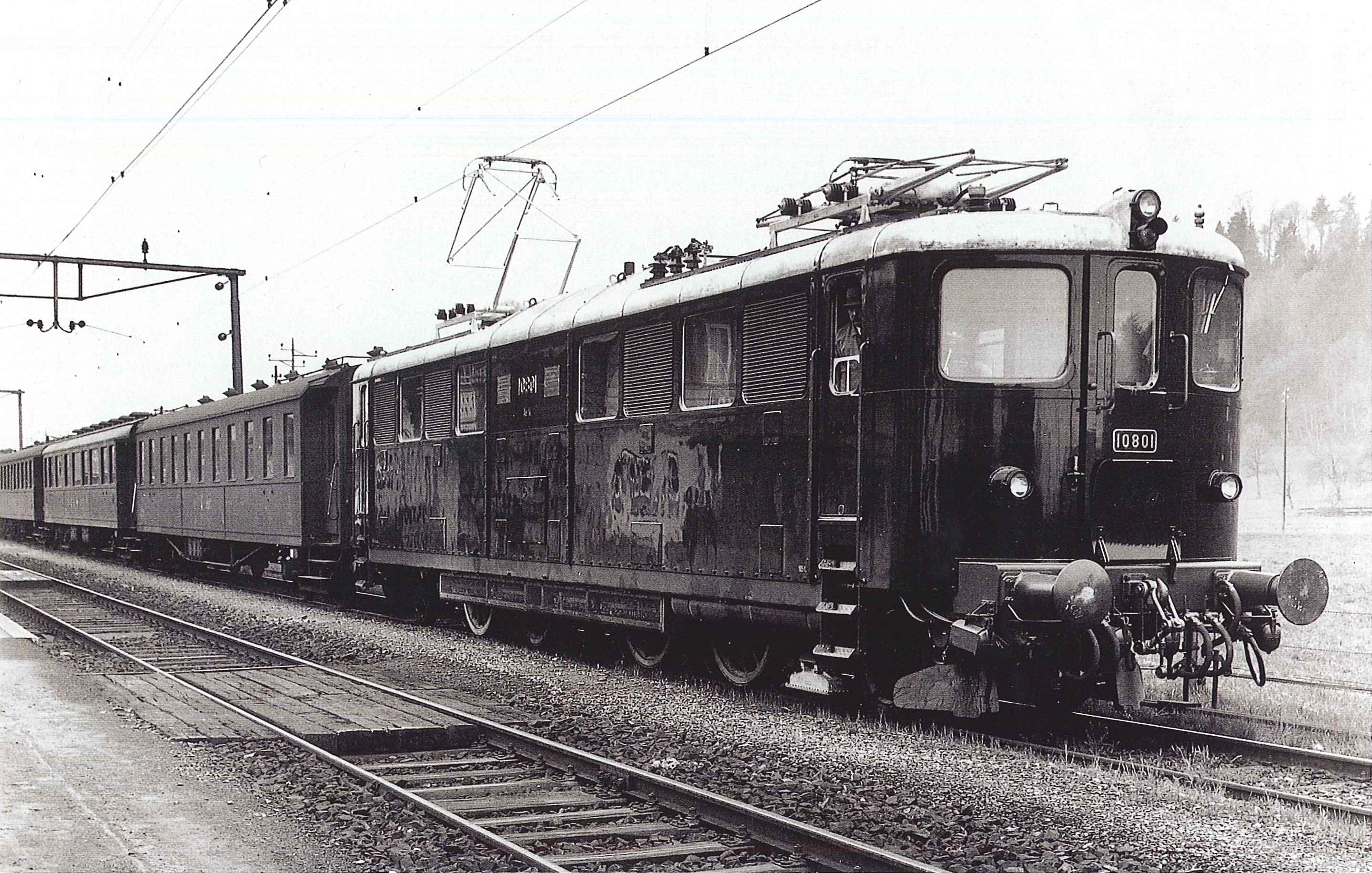
Elektrolokomotive Ae 4/6 der SBB

Aktie über 500 Franken der Brown, Boverie & Cie vom 5. Juli 1957

1887 fasste Charles Eugene Lancelot Brown, Direktor der technischen Abteilung der Maschinenfabrik Oerlikon (MFO), den Entschluss, ein eigenes Unternehmen zu gründen. In Walter Boveri, dem Leiter der Montageabteilung der MFO, fand er einen Geschäftspartner. Boveri übernahm die Aufgabe, Kapitalgeber zu finden, blieb aber zunächst erfolglos. Erst als er sich 1890 mit der Tochter des Zürcher Seidenindustriellen Conrad Baumann verlobte, erhielt er von seinem zukünftigen Schwiegervater ein grosszügiges Darlehen.
Am 20. Dezember 1890 schlossen Brown und Boveri einen Assoziationsvertrag. Die Brüder Karl und Louis Pfister, die im schweizerischen Baden die Industrie fördern und ein Elektrizitätswerk bauen wollten, erfuhren im Januar 1891 von den Plänen Browns und Boveris und traten mit ihnen in Kontakt. Sie priesen Baden als idealen Standort an (günstiges Bauland, zahlreiche billige Arbeitskräfte, Anschluss ans Eisenbahnnetz) und sicherten den Bau des städtischen Elektrizitätswerks als ersten Auftrag zu. Die Wahl Badens als Standort fiel am 23. Februar 1891, die Gründung der Kollektivgesellschaft Brown, Boveri & Cie. erfolgte am 2. Oktober 1891. Im Februar 1892 konnte die Fabrikation aufgenommen werden.
Die BBC zeichnete sich früh durch zahlreiche Innovationen aus. Für die Drehstromübertragung Lauffen–Frankfurt am 25. August 1891 während der Internationalen Elektrotechnischen Ausstellung in Frankfurt am Main entwickelte BBC die Transformatorenanlage und den Generator. 1893 baute das Unternehmen in Frankfurt die Elektrizitätszentrale, das erste Wechselstrom-Wärmekraftwerk Europas. Um seiner rasch wachsenden Firma langfristig Aufträge zu sichern, war Boveri an der Gründung zahlreicher Elektrizitätsunternehmen beteiligt, beispielsweise Motor-Columbus und die Nordostschweizerischen Kraftwerke. Brown wiederum sicherte für die BBC zahlreiche Patente und legte mit dem Bau der weltweit ersten thermoelektrischen Lokomotive den Grundstein für die rein elektrische Traktion von Strassen- und Eisenbahnen: Im Jahr 1896 fuhr die erste Drehstrom-Strassenbahn der Welt in Lugano, und im Jahr 1899 folgte mit der Burgdorf-Thun-Bahn die erste elektrische Eisenbahn Europas in Normalspur.
1900 wandelte sich die BBC in eine Aktiengesellschaft und begann mit der Expansion ins Ausland. Dabei entwickelte sich neben Baden vor allem Mannheim-Käfertal zu einem wesentlichen Standort des Konzerns. Auch in mehreren anderen europäischen Staaten fasste das Unternehmen mit diversen Tochtergesellschaften Fuss (1901 in Frankreich, 1903 in Italien). Die AEG erwarb 1904/05 die Kapitalmehrheit, stiess diese aber bis 1915 wieder ab; seither war das Aktienkapital breit gestreut. Ab etwa 1910 war die BBC der grösste Konzern der Schweizer Maschinenbauindustrie. Dazu trugen insbesondere die stark gestiegene Nachfrage nach Grosskraftwerken und die einsetzende Elektrifizierung der Eisenbahnnetze bei.
Unter ihrem Generaldirektor Karl Schnetzler (1876–1950, ab 1922 im Vorstand, ab 1944 im Aufsichtsrat) unterstützte Brown, Boveri & Co. Ferdinand Sauerbruch bei der Gründung seines Unternehmens DERSA, die von 1919 bis 1920 Prothesen herstellte.
1924 starben die beiden Unternehmensgründer kurz nacheinander. Während sich Brown bereits 1911 ins Privatleben zurückgezogen hatte, blieb Boveri bis zu seinem Tod Verwaltungsratspräsident. Während der Weltwirtschaftskrise wurde das Wachstum stark gebremst, die BBC musste die Belegschaft drastisch reduzieren, 1931 die US-amerikanische Tochter an Allis-Chalmers verkaufen und 1938 sogar einen Kapitalschnitt vornehmen.
Als Diversifikation wurde 1937 die Elektronik ins Geschäftsprogramm aufgenommen. Dieser neue Geschäftsbereich umfasste während der nächsten Jahrzehnte den Radiosenderbau, Richtfunkanlagen, Betriebsfunkausrüstungen, Mess- und Regelungstechnik sowie die Herstellung von Komponenten wie RECOMA-Magneten, Flüssigkristallanzeigen und Leistungselektronikbauteilen. In diesen Jahren erreichte die Belegschaft in Mannheim rund 15'000 Personen, vermutlich die grösste Tochtergesellschaft einer Schweizer Firma im europäischen Ausland. 1938 wurde der Sohn von Firmengründer Walter Boveri, Walter E. Boveri zum Verwaltungsratspräsidenten gewählt und verblieb in dieser Position bis 1966
Im Jahr 1939 folgte mit der weltweit ersten marktreifen Gasturbine, die massgeblich von den Schweizer Ingenieuren Adolf Meyer und Claude Seippel entwickelt wurde, ein erneuter Innovationsschub. Daraufhin expandierte das Unternehmen weiter, nach dem Zweiten Weltkrieg verstärkt auch in Übersee. Eine weitere Weltneuheit war 1951 der Ringbeschleuniger. Als epochale Entwicklung war ab 1956 das Kugelhaufenreaktor-Kernkraftwerk durch Rudolf Schulten gedacht, welches aber 1989 scheiterte, was zur weitgehenden Auflösung der entsprechenden Firmensparten führte.
1960 wurden die Rondo-Werke Berning & Co. aus Schwelm übernommen, ein Haushaltsgerätehersteller.
1965 erwirtschaftete die BBC einen Umsatz von 1,308 Milliarden DM und beschäftigte 38'000 Mitarbeiter. 1967 übernahm sie die MFO (den einstigen Arbeitgeber der Firmengründer) und 1969 die Ateliers de Sécheron, womit sie ihre Stellung im Bau von Elektrolokomotiven weiter festigte. Bekannt wurde der Konzern auch durch seine leistungsfähige Elektromotorenreihe, die von wenigen Watt bis zu 2000 Kilowatt reichte und in der Industrie sehr beliebt war. So wurde BBC neben Siemens zum Marktführer in der Motorenerzeugung. Das Unternehmen stellte darüber hinaus Gleichstrommotoren, Wechselstrommotoren, Drehstrommotoren, Generatoren, Gas- und Dampfturbinen für Elektrizitätswerke, Transformatoren, Turbolader, Teilchenbeschleuniger und Betatrons her. Ausserdem gehörten Haushaltsgeräte (u. a. Küchenherde, Elektrogrills, Kühlschränke und -truhen) zum Produktspektrum.
Im Jahr 1987 umfasste der Konzern 159 Gesellschaften auf fünf Kontinenten. Die BBC galt zwar als äusserst innovativ, sie wies aber auch eine zunehmend geringer werdende Rentabilität auf, und ihre Produkte waren im Allgemeinen teurer als die der Konkurrenz. Zudem wirkte sich die Rivalität zwischen dem Badener Stammhaus und der juristisch selbständigen Tochtergesellschaft in Mannheim negativ auf den Gesamtkonzern aus. Milliardenschwere Investitionen in Hochtemperaturreaktoren wie den THTR-300 erwiesen sich als Flop.

## Kritik zu europäischen Werken im Machtbereich des Nationalsozialismus bis 1945
Die Unabhängige Expertenkommission Schweiz – Zweiter Weltkrieg (UEK) fand heraus, dass die BBC in ihren Stammwerken in Mannheim  und  Heidelberg keine KZ-Häftlinge beschäftigt hatte, mindestens in einem weiteren Werk wurden aber «Sklaven»-Arbeitskräfte beschäftigt, im Bericht definiert als «ausländische Zivilisten, Kriegsgefangene und KZ-Häftlinge». Die Tochtergesellschaft Stotz-Kontakt habe «höchstwahrscheinlich mehrere Monate» Häftlinge aus dem KZ Buchenwald beschäftigt, und ebenfalls «höchstwahrscheinlich» wurden bei einem Kraftwerkbau für die I.G. Farben im KZ Auschwitz dessen Häftlinge eingesetzt.

## Siehe  auch
- Österreichische Brown, Boveri Werke
- Brown-Boveri-Turbine von 1894 im Kraftwerksmuseum Hotel Waldhaus Vulpera
- Robert Schmoll, Widerstandskämpfer der Lechleiter-Gruppe in Mannheim
- BBC Bo Bo 32 t
- BBC Bo Bo 75 t